# فقه القضاء

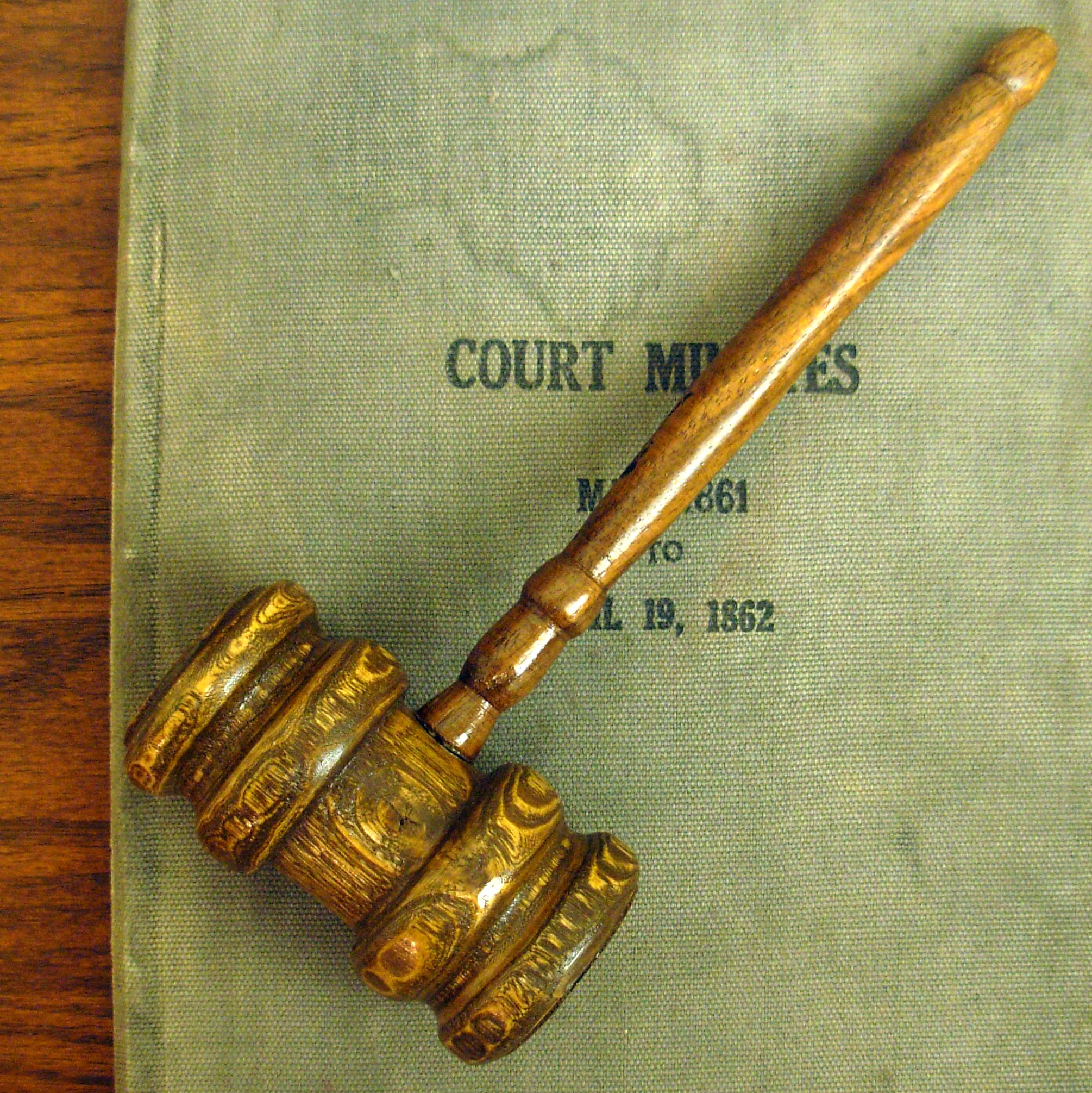
يتسائل فلاسفة القانون: "ما هو القانون وماذا ينبغي أن يكون؟"

فقه القضاء (بالإنجليزية: Jurisprudence)‏ هو دراسة ونظرية قانونية. وهو يتضمن المبادئ والأسس المستندة للقانون. ويأمل علماء الفقه، المعروفين أيضاً باسم الفقهاء القانونيين أو المنظرين القانونيين (بما في ذلك الفلاسفة القانونيون ونظريات القانون)، في الحصول على فهم أعمق لطبيعة القانون، والمنطق القانوني، والنظم القانونية، والمؤسسات القانونية. بدأ الفقه الحديث في القرن الثامن عشر، وركز على المبادئ الأولى للقانون الطبيعي، والقانون المدني، وقانون الأمم. ويمكن تقسيم الفقه القانوني العام إلى فئات على حد سواء بحسب نوعية التساؤلات التي يسعى علماء نظرية الفقه القانوني، أو مدارس الفكر، بشأن كيفية الإجابة على هذه الأسئلة على أفضل وجه.